# 安藤遥
安藤 遥（あんどう はるか、1991年6月3日 - ）は、日本のタレント、レースクイーン、女優、元グラビアアイドル。
神奈川県出身。エヌウィード所属。

## 略歴
2007年、スーパー耐久レースの「OHLINSガール」に女子高生レースクイーンとしてデビューし、高校を卒業後本格的に芸能活動を開始。
2010年4月1日、ダンスボーカルユニットApple taleでデビュー。
2012年、講談社主催のアイドルオーディション「ミスiD」に応募し、ファイナリスト20名まで残るも受賞は果たせなかった。
2013年3月、ラグナロクオンラインのイメージガール「ラグナロ娘」に加入。
2023年2月1日、一般男性との結婚と第1子妊娠を併せて報告した。

## 人物
- 趣味はディズニーのキャラクター集め、特技はピアノ・絶対音感[1]。
- 好きな色はピンク。
- 座右の銘は「気持ちで負けるな」。
- 妹が1人いる[7]。
- かつてApple taleで一緒だった同い年の藤木愛や礒部希帆などとは卒業しても交流が続いている。

## 作品

### 映像作品
- 遥、ずっと（2010年5月21日、イーネット・フロンティア）
- NEW KISS（2010年9月24日、スパイスビジュアル）
- はるかぜ（2011年1月25日、エアーコントロール）
- 遥の色 〜Harucolor〜（2011年4月20日、イーネット・フロンティア）
- un-deux-永久（2012年5月25日、エスデジタル）
- アンドウハルカ2013（2013年5月31日、シャイニングスター）
- 遥降臨 〜小生意気な天使〜（2014年5月30日、エヌウィード）
- In contrast （2015年11月27日、エヌウィード）
- Stay With Me～遥願い～（2017年5月26日、エヌウィード）
- Secret Lover 安藤遥 （2017年12月22日、 シャイニングスターエンターテイメント）
- Secret Lover 2019 （2019年1月31日、シャイニングスターエンターテイメント）
- Eternal Love（2020年1月25日、ラインコミュニケーションズ）
- 恋、香る（2020年5月29日、スパイスビジュアル）

## 出演

### テレビドラマ
- もっと熱いぞ!猫ヶ谷!!（2011年10月13日 - 12月15日、名古屋テレビ） - 英理庵恵梨香 役
- スイッチガール!! 第5話（2012年1月28日、フジテレビTWO）
- 衝撃ゴウライガン!!（2013年10月4日 - 12月27日、テレビ東京） - 森田リョーコ 役
- SHARK〜2nd Season〜 第9話（2014年6月28日、日本テレビ）
- 牙狼〈GARO〉-魔戒ノ花- 第14話（2014年7月11日、テレビ東京） - イドラ 役

### バラエティ
- 嬢識〜知りたGirly〜（2009年8月3日 - 10月1日、テレビ朝日）
- パチンコ激闘伝!実戦守山塾（2011年4月10日 - 、MONDO TV）
- アイドルの穴2011〜日テレジェニックを探せ!!〜（2011年4月2日 - 5月28日、日本テレビ）キャッチフレーズは適度なEカップ
- アイドル☆リーグ!（2011年10月5日 - 2014年3月20日、日本テレビ）
- ゴッドタン（2011年 - 2012年、テレビ東京）[注 1]

### 舞台
- Kunoichi.TV「GET SET」（2009年7月25日 - 26日、銀座小劇場）
- Kunoichi.TV「Paaaaaaaaaaaan!～KIZUNA～」（2009年11月28日 - 29日、下北沢・東演パラータ）
- フェアリーフェスタ・プロデュース「フライングパイレーツ〜ネバーランド漂流記」（2010年4月8日 - 11日、銀座みゆき館劇場） - スミー 役
- 「OENMAN」（2011年1月、新宿・サンモールスタジオ）
- 劇団夜想会「俺は、君のためにこそ死ににいく」（2011年4月12日 - 17日、新宿・紀伊国屋ホール）
- アリスインプロジェクト「まなつの銀河に雪のふるほし」（2012年2月29日、新馬場・六行会ホール） - 木在綴 役[8]
- コードギアス 反逆のルルーシュ 騒乱 前夜祭（2012年4月7日 - 16日、青砥・かつしかシンフォニーヒルズ） - CC 役
- 劇団空感エンジン「君死にたまふことなかれ」（2012年6月8日 - 12日、両国・Air studio）
- Flying Trip第6回公演「落下ガール」（2013年3月7日 - 11日、新宿・シアターサンモール）
- エヌウィード&Apple Tale×Air studio「GO,JET!GO!GO! Vol.3〜Mr.Moooon Light〜 Apple Tale version」（2013年3月20日 - 24日、東日本橋・アクアスタジオ）
- 劇団アイドルリーグvo.1「怪人養成スクール・女子部」（2014年3月7日 - 9日、築地本願寺ブディストホール）
- シズ☆ゲキ旗揚げ公演「進め! 春川女子高校」（2015年3月4日 - 8日、池袋・シアターKASSAI） - 吉田紗希 役[9]
- シズ☆ゲキ「進め! 春川女子高校2」（2015年7月12日、池袋・シアターKASSAI） - 日替わりゲスト 吉田紗希 役
- エヌウィード「舞台版 向日葵」（2015年11月18日 - 23日、ウッディーシアター中目黒） - 愛田愛 役
- まつだ壱岱+劇団M.M.C「ミュージカル ホス探へようこそ」（2016年2月10日 - 14日、新宿・シアターサンモール） - アイリス 役
- 私立ルドビコ女学院vol.6「最凶ガール」（2016年5月19日 - 24日、新宿・サンモールスタジオ） - 早乙女蘭 役
- アサルトリリィ×私立ルドビコ女学院「シュベスターの秘密」（2016年9月16日 - 25日、新宿・サンモールスタジオ） - 黒木・フランシスカ・百合亜 役
- アサルトリリィ×私立ルドビコ女学院「シュベスターの誓い」（2017年3月1日 - 5日、中野ザ・ポケット） - 黒木・フランシスカ・百合亜 役
- DisGOONie「From Three Sons of Mama Fratelli」セカンドチルドレン（2017年6月9日 - 18日、Zeppブルーシアター六本木）
- 人狼TLPT S「未来への十字架」（2018年2月8日 - 12日、新宿村LIVE） - 黒木・フランシスカ・百合亜 役
- アサルトリリィ×私立ルドビコ女学院「白きレジスタンス〜約束の行方〜」（2018年9月21日 - 27日、池袋・シアターグリーンBIG TREE THEATER） - 黒木・フランシスカ・百合亜 役

### 映画
- 「勿忘草」（2012年、N-WEED）[10][11]
- 「ソフテン」（2014年、映画「ソフテン！」製作委員会）[12][13] - 築野生子 役
- 「花火が終わるまでに」（2015年、サミットクラブ×N-WEED）[14] - 野村彩花 役

### ラジオ
- ASIAN美少女FILE（USEN）

### モデル
- NTTdocomo店頭ポスター（2008年）
- ACDC 原宿竹下通り店（2009年）
- 埼玉県営プールポスター・CM（2012-2013）

## 書籍

### 雑誌
- Bejean 12月号（2009年11月14日、ジーオーティー） - 私立Bejean女学院[15]
- BLACK BOX 41号（2010年2月26日、マイウェイ出版） - グラビアページ争奪グランプリ[16]